# نکروپتوز

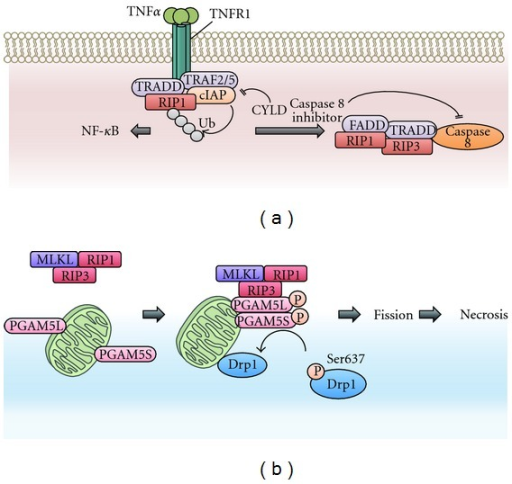
مسیر سیگنالینگ نکروپتوز

نکروپتوز یک نوع برنامه‌ریزی شده از نکروز، یا مرگ التهابی سلول است. به‌طور معمول، نکروز با مرگ ناگهانی بی‌برنامه سلولی ناشی از آسیب سلولی یا نفوذ پاتوژنها شناخته می‌شود. در مقایسه با منظم، مرگ سلولی برنامه‌ریزی شده از طریق آپوپتوز همراه است. کشف نکروپتوز نشان داد که سلول‌ها می‌توانند نکروز را به‌طور برنامه‌ریزی اجرا کنند و آپوپتوز همیشه حالت ترجیحی مرگ سلولی نیست. نکروپتوز به عنوان یک مکانیسم دفاع ویروسی تعریف شده، از این جهت که به سلول اجازه می‌دهد به حالت «خودکشی سلولی» به صورت مستقل از کاسپازها برود در حالی که در شرایط مهارشدگی ویروسی کاسپازهاست تا جلوی گسترش ویروس را بگیرد. علاوه بر اثر ایمنی، نکروپتوز به عنوان بخشی از بیماری‌های التهابی مانند بیماری کرون، پانکراتیت و انفارکتوس میوکارد شناخته شده‌است؛ به عبارت دیگر نقش دوگانه مبارز و عامل ایجاد بیماری را دارد.

## عملکرد
نکروپتوز ویژهٔ مهره داران است و ممکن است به عنوان یک دفاع اضافی علیه پاتوژنها محسوب شود. همچنین در مواردی که سلولها قادر به آپوپتوز نیستند، نکروپتوز به عنوان یک راه مرگ سلولی "بدون احتمال خطا (قطعاً موفق و انجام‌پذیر)" عمل می‌کند، مانند عفونت ویروسی که در آن پروتئین‌های سیگنال آپوپتوزی (برخی کاسپازها) توسط ویروس مسدود می‌شوند، عمل می‌کند.

### در ایمنی ذاتی
خودکشی سلولی یک وسیله مؤثر برای جلوگیری از گسترش پاتوژن در یک ارگانیسم است. در پاسخ‌های آپوپتوزی به عفونت، محتویات یک سلول آلوده (شامل پاتوژن) توسط مکانیسم فاگوسیتوز «قورت داده می‌شوند». برخی از پاتوژنها مانند ویروس سیتومگالوف انسان، با تولید مهارکننده‌های آنزیم کاسپاز مکانیسم آپوپتوزی سلول میزبان را توقیف می‌کنند. استقلال کاسپازی نکروپتوز به سلول اجازه می‌دهد با دور زدن فعال‌سازی کاسپازی مدت زمان زندگی پاتوژن در سلول را کوتاه نماید.